# Cladosporium phlei
Cladosporium phlei är en svampart som först beskrevs av C.T. Greg., och fick sitt nu gällande namn av G.A. de Vries 1952. Cladosporium phlei ingår i släktet Cladosporium och familjen Davidiellaceae.   Inga underarter finns listade i Catalogue of Life.